# Francesc Esteva Julien
Francesc Esteva Julien   (Barcelona, 28 de febrer de 1923) va ser un jugador de bàsquet català de la dècada de 1940.
Va ser jugador a l'equip infantil del CADCI i del Laietà (1934-40). Acabada la guerra debutà al primer equip del CE Laietà, on jugà entre 1940 i 1952, excepte dues temporades que passà al RCD Espanyol (1942-44).
Jugà un partit amb la selecció espanyola l'any 1942.